# Tom et Jerry
Pour les créateurs belges de bandes dessinées Tome et Janry, ayant repris ensemble le personnage de Spirou, voir Philippe Tome et Janry.
Production
Diffusion
Tom et Jerry (Tom and Jerry) est une série de courts-métrages animés américaine, initialement créée par les réalisateurs William Hanna et Joseph Barbera et diffusée depuis le 10 février 1940.
La série est diffusée du 10 février 1940 au 8 septembre 1967, dans un premier temps au cinéma, et ensuite à la télévision sur CBS, du 6 septembre 1975 au 9 décembre 1982 en syndication, du 8 septembre 1990 au 18 novembre 1994 dans le bloc de programmation Fox Kids sur le réseau FOX, du 23 septembre 2006 au 22 mars 2008 dans le bloc de programmation Kids' WB sur The CW Television Network, puis du 1er mars 2014 au 12 mars 2016 sur Cartoon Network, puis du 21 septembre 2017 au 2 décembre 2019 sur Boomerang et ensuite du 11 janvier 2020 au 19 février 2021 sur L'Application de Cartoon Network.
La série, centrée sur les deux principaux protagonistes Tom et Jerry et qui s'inspire de la comédie slapstick, est l'une des séries mondialement célèbres et les mieux accueillies par la presse spécialisée.
Au tout début, Hanna et son complice Barbera produisent 114 courts-métrages de Tom et Jerry aux studios Metro-Goldwyn-Mayer entre 1940 et 1957. Entretemps, ils sont récompensés sept fois par l'oscar du meilleur court métrage d'animation. À la suite de la fermeture du studio MGM en 1957, MGM renouvelle la série avec Gene Deitch à la réalisation de 13 courts-métrages Tom et Jerry aux studios Rembrandt Films entre 1961 et 1962. Tom et Jerry devient par la suite la série à plus haut revenu, surpassant les Looney Tunes. Chuck Jones produit 34 nouveaux courts-métrages aux studios Sib-Tower 12 Productions entre 1963 et 1967. Deux nouveaux courts-métrages sont produits en 2001 et en 2005, totalisant ainsi 163 courts-métrages.
Un nombre de séries dérivées ont été créées et incluent, The Tom and Jerry Show (1975-1977), The Tom and Jerry Comedy Show (1980-1982), Tom et Jerry Kids (1990-1994), Tom et Jerry Tales (2006-2008), et le Tom et Jerry Show (2014-2019). Le premier long-métrage dérivé de la série s'intitule Tom et Jerry, le film paru en 1992 avant la diffusion d'une douzaine de téléfilms entre 2003 et 2017.

## Scénario
Jerry apparaît dans Escale à Hollywood. Tom et Jerry apparaissent ensuite dans une scène de rêve avec Esther Williams dans Traversons la Manche en 1953. Tom et Jerry furent également les héros de multiples longs-métrages d'animation (notamment dans Tom et Jerry, le film). Le scénario de chacun des premiers épisodes est fondé sur les tentatives infructueuses de Tom pour attraper Jerry et le chaos que leurs bagarres engendrent. Les raisons qui poussent Tom à pourchasser Jerry vont de la faim purement féline au simple plaisir de tourmenter plus petit que soi, en passant par un désir de revanche pour avoir été ridiculisé. Tom ne réussit cependant jamais à s'emparer de Jerry, en particulier à cause de l'intelligence de la souris. La série est célèbre pour l'utilisation de gags parmi les plus destructifs et violents jamais utilisés dans un dessin animé : Jerry découpant Tom en deux, Tom utilisant toutes les armes et artifices à sa portée pour tenter d'assassiner Jerry.
Le scénario des épisodes plus récents n'est plus fondé sur des tentatives de Tom d'attraper Jerry, mais sur une profonde ambiguïté : Tom et Jerry montrent un réel attachement l'un pour l'autre, tout en se permettant les pires coups possibles et imaginables dans des aventures délirantes dont ils sont tous les deux complices. Souvent Jerry vient chercher Tom pour de nouvelles péripéties. Ainsi il peut arriver que la souris vienne sauver le chat de situations inextricables.

## Personnages

### Tom et Jerry

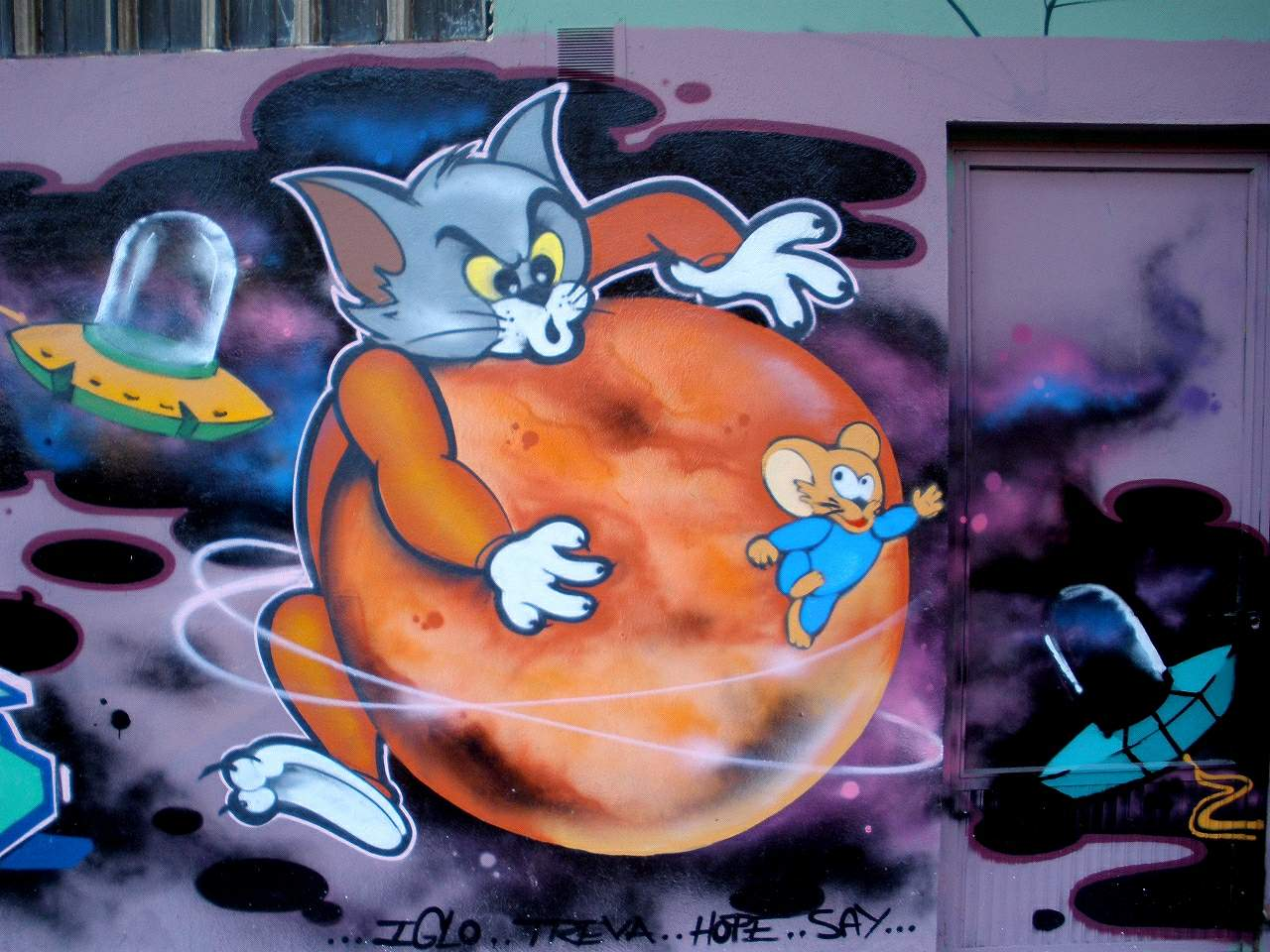
Interprétation du duo de Tom et Jerry par un graffeur.

Tom (initialement nommé « Jasper ») est un chat domestique gris anthropomorphe. Il est le protagoniste de l'histoire, qui vit une vie habituellement correcte, aux côtés de Jerry une petite souris marron, deutéragoniste de l'histoire, vivant à proximité de Tom. Tom apparaît pour la première fois le 10 février 1940 dans l'épisode intitulé Faites chauffer la colle ! (Puss Gets the Boot). Cependant, dans cet épisode, il ne s'appelle pas encore Tom mais Jasper. Jerry est également apparu dans ce court-métrage, sous le nom de Jinx. Cet épisode n'est pas crédité comme un cartoon de Tom et Jerry. Cela sera le cas dans l'épisode suivant : Le Pique-nique de minuit (The Midnight Snack), premier cartoon officiel de la série, délivré le 19 juillet 1941.
Jerry possède une force surprenante pour sa petite taille. Malgré le scénario typique du « chat-mange-la-souris », il est assez rare de voir Tom tenter d'avaler Jerry. Ces tentatives ne font que surprendre ou humilier Tom. Malgré son énergie et sa détermination, Tom n'est pas à la hauteur de l'intelligence de Jerry. À la fin de chaque épisode, Jerry revient vainqueur tandis que Tom est montré comme le perdant de l'histoire. Cependant, il existe d'autres cas : à de rares occasions, Tom triomphe, souvent lorsque Jerry devient l'agresseur ou lorsqu'il dépasse certaines limites (le meilleur exemple tient du court métrage Tom millionnaire - The Million Dollar Cat - dans lequel Jerry découvre que Tom se verra retirer son héritage si celui-ci devait blesser n'importe quel autre animal, également une souris, et tourmente Tom jusqu'à ce que Tom perde son sang-froid et l'attaque). Souvent, d'une manière ironique, les deux perdent, habituellement lorsqu'un des pièges de Jerry se retourne contre lui après avoir affecté Tom. Parfois, ils finissent tous les deux par devenir amis (comme une sorte de trêve dans le but d'obtenir quelque chose, pour que Tom chasse de nouveau Jerry par la suite). Les deux personnages exposent quelques tendances sadiques, dans lesquelles ils prennent plaisir à se tourmenter chacun à leur tour. Cependant, aux dépens de l'épisode, si l'un des deux personnages se révèle être en danger de mort, l'autre en prendra conscience et le sauvera, une seule exception existe dans l'épisode Les deux mousquetaires où Tom est supposé exécuté après avoir échoué à protéger la table du banquet étant donné qu'on assiste à la sentence de la guillotine sans voir la victime.
Chacune de leurs rencontres enclenche une course-poursuite dévastatrice. Ils cherchent chacun à faire le plus de misères à l'autre, avec tout ce qui leur tombe sous la patte. C'est généralement Tom qui commence la bagarre et Jerry qui la termine. De son côté, Jerry veut juste se débarrasser de Tom pour être enfin tranquille. Il leur arrive cependant de s'allier. Quand ils ont un ennemi commun (Butch ou Spike, par exemple) ils font la paix pour mettre le troisième hors d'état de nuire. Quand ils enterrent la hache de guerre, Tom et Jerry sont tous les deux vainqueurs, et même très complices. En bref, ils peuvent aussi bien être pires ennemis que meilleurs amis.
La série de dessins animés est apparue durant la Seconde Guerre mondiale. Les prénoms des héros font référence aux combattants allemands et anglais qui se livrèrent bataille sans merci sur terre, sur mer et sous l'eau, jouant à une sorte de jeu du chat et de la souris. Le prénom Jerry est le singulier de Jerries, employé par les soldats américains et anglais pour désigner l'ennemi allemand (un diminutif de Germans). Le prénom Tom fait référence aux soldats anglais communément appelés Tommies (Tommy est l'abréviation de Thomas, mais également la déformation de tummy, désignant le ventre dans le parler enfantin ; Tommies est à tummy ce que bidasse est à bide ou bidou).
Tom évoque également le mot anglais Tomcat, désignant un « matou ».

### Spike et Tyke
Lors de ses tentatives pour attraper Jerry, Tom a souvent affaire avec Spike (également connu sous le nom de Killer dans certains cartoons), un bouledogue vicieux et colérique, qui frappe Tom pour avoir martyrisé son fils Tyke lorsque celui-ci tente d'attraper Jerry. Originellement, Spike ne possède pas de nom, ne parle pas (malgré ses aboiements) et n'attaque pas sans raison apparente. Dans les derniers courts-métrages, Spike parle souvent (doublage de Billy Bletcher et plus tard Daws Butler) inspiré du comédien Jimmy Durante. Quelques spin-offs de Spike et Tyke ont été diffusés au plus tard des années 1940.

### Mammy Two Shoes
Mammy Two Shoes est un personnage récurrent dans la série. C'est une femme, noire, archétype de la femme de ménage grincheuse, apparemment responsable de Tom et de la maison dans laquelle il poursuit Jerry. Elle intervient le plus souvent pour mettre fin aux courses-poursuites entre Tom et Jerry, alertée par le vacarme qu'ils font, notamment quand Jerry est en mauvaise posture. Elle découvre le chaos engendré par les deux personnages, et gronde Tom, tentant parfois de le battre, et cela donne lieu à une nouvelle course poursuite. Dans certains épisodes, elle ignore l'existence de Jerry, et pense que Tom a fait ça tout seul. Dans d'autres épisodes, elle demande à Tom d'attraper Jerry, mais Jerry parvenant toujours à lui échapper, Assez souvent, seuls ses jambes et ses pieds sont montrés, parfois plus mais il est presque impossible de voir plus haut que son cou, excepté pendant une fraction de seconde dans un seul épisode, Saturday Evening Puss, où elle apparait alors de la tête au pied en train de courir.

### Tuffy
Tuffy (ou Mitsou) se présente comme une souris grise plus petite que Jerry et qui porte une couche, vivant avec lui dans son trou. Il apparaît comme assez maladroit et peu conscient du danger que Tom représente lorsqu'il sort hors de son trou. Le plus souvent, Tom profite de son jeune âge et de son inconscience pour essayer de l'attraper. Mais la petite souris s'en sort toujours grâce à sa maladresse (ou à l'intervention de Jerry), empêchant Tom de parvenir à ses fins, parfois même sans se rendre compte que Tom tente de l'attraper, jusqu'à l'intervention de Jerry. Ce souriceau est aussi dénommé Mitsou, notamment dans les comics traduits en français. La voix française lors du court-métrage Jerry à l'école des souris (Little School Mouse, 1954) donne un titre alternatif : Mitsou va à l'école (dans le volume 7 de Tom et Jerry Collection).

### Petit Couin-Couin
Petit Couin-Couin, comme son nom l'indique, est un canard. Il est souvent inconscient du danger que Tom représente et le voit comme un ami, mais ce dernier profite de son inconscience pour essayer de le manger. Petit Couin-Couin aime imiter les canards adultes mais n'y arrive pas, sauf quand Jerry l'aide un peu.

## Histoire

### Ère Hanna-Barbera (10 février 1940–1eraoût 1958)

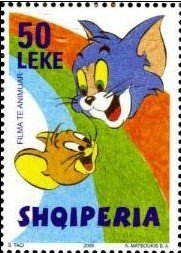
Têtes de Tom et Jerry de l'ère classique (Hanna-Barbera) sur un timbre albanais.

William Hanna et Joseph Barbera font tous les deux partie de l'équipe de Rudolf Ising du studio MGM des années 1930. À la suite d'un échec financier causé par la série The Captain and the Kids, qui adapte le comic strip Pim Pam Poum, Barbera, scénariste et dessinateur, fait équipe avec Hanna, un réalisateur expérimenté, dans l'équipe d'Ising. Pendant leur première discussion, Barbera suggère un cartoon fondé sur un chat et une souris intitulé Puss Gets the Boot. « Nous savions que nous avions besoin d'un personnage. Nous pensions avoir besoin d'un conflit et de l'action. Et un chat qui en avait après une souris semblait être une bonne idée, un début de projet. » Hanna et les autres pensent qu'il ne s'agissait pas d'une idée originale ; le court-métrage est néanmoins achevé en 1939, et sorti dans les salles de cinéma américaines le 10 février 1940. Puss Gets The Boot se centre sur Jasper, un chat gris et rondouillard tentant de piéger une petite souris appelée Jinx (mais dont le nom n'est pas mentionné dans le film). L'opinion pessimiste envers le concept du chat et de la souris change lorsque le cartoon est bien accueilli par les exploitants de salles de cinéma, et par l'Academy of Motion Picture Arts and Sciences, qui nomme le court-métrage pour l'Oscar en 1941. Il perd cependant face à un autre cartoon MGM originellement intitulé The Milky Way.
Le producteur Fred Quimby, dirigeant du studio d'animation MGM, intéressé par l'œuvre d'Hanna et Barbera, leur commande d'autres séries fondées sur le concept du chat et de la souris. Hanna et Barbera cherchent alors un nom officiel pour le duo, et l'animateur John Carr remporte la palme avec l'idée du nom Tom et Jerry. La série Tom et Jerry entre en production avec l'épisode The Midnight Snack en 1941 ; dès lors, Hanna et Barbera réaliseront presque exclusivement ces cartoons pendant leur temps chez MGM. Pendant les années 1950, la série Tom et Jerry se popularise de plus en plus .

### Ère Gene Deitch (31 août 1961–15 avril 1962)
En 1960, MGM fait revivre la franchise Tom et Jerry, et contacte la société d'animation européenne Rembrandt Films afin de produire treize courts-métrages Tom et Jerry à l'étranger,,,. Ces treize courts-métrages sont réalisés à Prague par l'animateur Gene Deitch et produit par le réalisateur William L. Snyder en Tchécoslovaquie,.
Deitch, membre de l'United Productions of America (UPA), explique avoir toujours détesté Tom et Jerry, du fait qu'ils représentent « une violence qui n'a aucun sens – de l'humour fondé sur la souffrance – d'attaque et de revanche – sans ajouter la présence d'une maîtresse de maison black sans tête. » Štěpán Koníček, un étudiant de Karel Ančerl et dirigeant de la Film Symphony Orchestra, et Václav Lídl fournissent les musiques pour les courts-métrages de Deitch, tandis que Larz Bourne, Chris Jenkyns, et Eli Bauer se chargent du scénario. La majeure partie des effets et des doublages sont fournis par Allen Swift.
Afin d'éviter tout lien avec le communisme, Deitch alterne les noms de son équipe lors du générique d'ouverture des courts-métrages (ex., Štěpán Koníček devient « Steven Konichek », Václav Lídl devient « Victor Little »). Ces courts-métrages sont parmi les seuls cartoons Tom et Jerry à ne créditer aucune phrase « Made In Hollywood, U.S.A. » en générique de fin. Par la suite, le contrat avec Metro-Goldwyn-Mayer arrive à son terme, et le dernier des treize courts-métrages commandés, originellement intitulé Carmen Get It!, sort le 1er décembre 1962.
De par le peu de connaissance concernant les courts-métrages originaux de Tom et Jerry, et avec un budget de seulement 10 000 $, le résultat des courts-métrages en provenance des équipes de production Deitch/Snyder est perçu comme inhabituel, voire bizarre,. La gestuelle des personnages est souvent rapidement effectuée et cause trop de flou. De ce fait, l'animation des personnages est instable et peu claire. Le son se composait d'un écho de musique électronique, d'effets sonores futuristes, et d'un dialogue vraisemblablement murmuré plutôt que parlé. Les fans critiquent les cartoons de Deitch du fait que Tom n'est pas une réelle menace pour Jerry, car ce dernier est surprotégé par son maître de remplacement – un homme caucasien colérique, qui virait au rouge à la manière du personnage de « Terrytoons » de Deitch, explicitement brutal envers Tom, comparé à la maîtresse de maison habituelle. Les courts-métrages de Deitch ne sont que très peu exportés en Europe et en Asie.
Les treize métrages sont néanmoins un succès commercial. En 1961, la série Tom et Jerry devient la série à plus hauts revenus, détrônant ainsi la série Looney Tunes après soixante années consécutives ; ce succès se répète encore une fois en 1962. Cependant, contrairement aux courts-métrages d'Hanna et Barbera, aucun des courts-métrages de Deitch n'est nommé ni même récompensé par l'Academy Award. Les épisodes créés par Deitch sont généralement moins bien accueillis par le public. Dans sa critique du DVD Tom and Jerry: The Chuck Jones Collection, Paul Kupperberg, rédacteur chez Comicmix, considère ces courts métrages « parfaitement horribles », « trop diffusés » et résultat d'un « labeur à moindre coût ». Deitch, de son côté, défend fréquemment ces courts-métrages ; dans une entrevue avec New York Times, il rétorque : « Les experts disent que mes courts-métrages sont les pires de la série Tom et Jerry, […] J'appartenais à l'UPA – mon style d'animation se rapproche plus de celui des tchèques […]. »

### Ère Chuck Jones (27 juillet 1963–8 septembre 1967)
Après le dernier cartoon produit par Deitch, Chuck Jones, renvoyé des studios Warner Bros. Cartoons, crée son propre studio d'animation appelé Sib Tower 12 Productions, en partenariat avec Les Goldman. Début 1963, Jones et Goldman planifie la création de 34 nouveaux courts-métrages Tom et Jerry, tous produits dans le style caractéristique de Jones (avec une légère influence psychédélique). Jones se confronte à un problème d'adaptation entre son style, et le type d'humour de Tom et Jerry ou le scénario de la série, entre autres. Les personnages changent légèrement d'apparence : Tom possède désormais des sourcils plus épais (similaires à ceux du Grinch ou de Vil Coyote), une physiologie moins complexe (dont une couleur de peau qui passe du bleu au gris), des oreilles plus pointues, une queue plus longue et des joues un peu plus étoffées, tandis que Jerry possède des yeux plus élargis et une couleur marron plus claire.
Début 1965, les cartoons de Hanna Barbera font une première apparition télévisée sous une forme grandement restaurée. L'équipe Jones devait modifier les scènes durant lesquelles la maîtresse de Tom apparaissait, en y collant de nouvelles scènes d'animation. Le personnage est, la plupart du temps, remplacée par une femme corpulente d'origine irlandaise ; à l'occasion, comme le prouve l'épisode Saturday Evening Puss, une jeune adolescente caucasienne prend sa place. Diffusée sur la chaîne américaine CBS le 25 septembre 1965, Tom et Jerry reste à l'antenne jusqu'au 17 septembre 1972.

### Seconde ère Hanna-Barbera (6 septembre 1975–12 novembre 1977)
En 1975, Tom et Jerry se réunissent de nouveau, avec Hanna et Barbera à la production d'une nouvelle série diffusée les samedis matin. Ces courts-métrages d'animation de 48 minutes sont rattachés aux autres séries Momo et Ursul et Mumbly, pour créer The Tom and Jerry/Grape Ape Show, The Tom and Jerry/Grape Ape/Mumbly Show, et The Tom and Jerry/Mumbly Show, initialement diffusés sur ABC Saturday Morning entre le 6 septembre 1975 et le 3 septembre 1977. Dans ces cartoons, Tom et Jerry (portant un nœud papillon rouge), ennemis jurés depuis les premiers jours, deviennent des copains non violents. The Tom and Jerry Show est négativement accueilli par l'audience.

### Changement de propriétaires
En 1986, MGM est racheté par le fondateur de WTBS, Ted Turner. Turner vend par la suite la société, mais garde les archives MGM d'avant 1986 ; ainsi, Tom et Jerry devient la propriété de Turner Entertainment (dont les droits actuels appartiennent à la branche Warner Bros.), et sont alors diffusés sur des chaînes telles que TBS, TNT, Cartoon Network, The WB, Boomerang et Turner Classic Movies.

### Troisième ère Hanna-Barbera (8 septembre 1990–18 novembre 1994)
L'une des plus grandes tendances de la télévision du samedi matin dans les années 1980 et 1990 était la « babyfication » (versions pour enfants) des stars du dessin animé classique. Le 2 mars 1990, Tom & Jerry Kids, co-produit par Metro-Goldwyn-Mayer et Hanna-Barbera Productions (qui sera vendue à Turner en 1991), fait ses débuts sur Fox Kids, et est également diffusé pendant quelques années sur le bloc britannique d'émissions pour enfants, CBBC. Il présentait une version rajeunie du célèbre duo chat et souris se poursuivant. Comme pour la série HB de 1975, Jerry porte son nœud papillon rouge, tandis que Tom porte maintenant une casquette rouge. Spike et son fils Tyke (qui ont désormais l'usage de la parole), tout comme Droopy et son fils Dripple, sont apparus dans des créneaux de rattrapage de l'émission, qui dure jusqu'au 18 novembre 1994. Tom & Jerry Kids est la dernière série de dessins animés de Tom et Jerry produite au format 4/3 (plein écran).

### Ère Warner Bros. (depuis le 23 septembre 2006)
Vers la mi-2006, une nouvelle série intitulée Tom et Jerry Tales est produite aux studios Warner Bros. Animation. La série est diffusée au Royaume-Uni et en France en février 2006 sur Boomerang (en), puis aux États-Unis sur Kids' WB dans le bloc de programmations The CW. Tales est la première série Tom et Jerry à faire usage du style de la série originale. Elle est annulée en 2008, peu avant la fermeture du bloc Kids' WB.
Cartoon Network annonce une nouvelle série d'épisodes de onze minutes chacun, qui s'inspirera directement de la série des années 1940. Similaire aux remakes Scooby-Doo : Mystères associés et Looney Tunes Show, la série ramène Tom et Jerry dans un environnement retravaillé et moderne. Intitulé Tom et Jerry Show, la série est produite par Warner Bros. Animation ; Sam Register sert de producteur exécutif, aux côtés de Darrell Van Citters et Ashley Postelwaite du studio Renegade Animation. À l'origine programmée pour une diffusion en 2013 sur Cartoon Network, elle est repoussée au 9 avril 2014. Il s'agit de la seconde production Tom et Jerry présentée sous format 16:9.

### Liste des téléfilms d'animations sortis directement en vidéo
1. Tom et Jerry, le film (1992)
2. Tom et Jerry et l'Anneau magique (2002)
3. Tom et Jerry : Destination Mars (2005)
4. Tom et Jerry : La Course de l'année (2005)
5. Tom et Jerry et la Chasse au trésor (2006)
6. Tom et Jerry casse-noisettes (2007)
7. Tom et Jerry : Élémentaire, mon cher Jerry (2010)
8. Tom et Jerry et le Magicien d'Oz (2011)
9. Tom et Jerry : L'Histoire de Robin des bois (2012)
10. Tom et Jerry : Le Haricot géant (2013)
11. Tom et Jerry et le Dragon perdu (2014)
12. Tom et Jerry : Mission espionnage (2015)
13. Tom et Jerry : Retour à Oz (2016)
14. Tom et Jerry au pays de Charlie et la chocolaterie (2017)
15. Tom et Jerry (2021)
16. Tom et Jerry au Far West (2022)
17. Tom et Jerry au pays des neiges (2022)

## Récompenses
Academy Awards du meilleur film d'animation obtenus par William Hanna et Joseph Barbera pour la Metro-Goldwyn-Mayer.
- 1943 : La souris part en guerre (The Yankee Doodle Mouse)
- 1944 : Jerry ne se laisse pas faire (Mouse Trouble)
- 1945 : Une tarte pour Tom (Quiet, Please!)
- 1946 : Tom et Jerry au piano (The Cat Concerto)
- 1948 : Le Petit Orphelin (The Little Orphan)
- 1951 : Les Deux Mousquetaires (The Two Mouseketeers)
- 1952 : Jerry danse la valse de Vienne (Johann Mouse)

## Nominations
Academy Awards du meilleur film d'animation nommés par William Hanna et Joseph Barbera pour la Metro-Goldwyn-Mayer.
- 1940 : Faites chauffer la colle ! (Puss Gets the Boot)
- 1941 : La Veillée de Noël (The Night Before Christmas)
- 1947 : Docteur Jekyll et Monsieur Souris (Dr. Jekyll and Mr. Mouse)
- 1949 : Partie de déjeuner (Hatch Up Your Troubles)
- 1951 : Le Cousin de Jerry (Jerry's Cousin)
- 1954 : Touché ! (Touché, Pussy Cat!)

## Médias

### Filmographie
Dans la série télévisée d'animation Les Simpson, le dessin animé préféré de Bart et Lisa est Itchy et Scratchy, où Itchy la souris et Scratchy le chat se battent perpétuellement et se mutilent avec toutes sortes d'armes mortelles, parodiant ainsi Tom et Jerry, et plus particulièrement les épisodes très violents fabriqués durant la Seconde Guerre mondiale.

### Longs métrages
En 1992, sort le tout premier long métrage du duo diffusé au cinéma : Tom et Jerry, le film. Près de trente ans plus tard, un nouveau long métrage, simplement intitulé Tom et Jerry, sort 2021, mêlant personnages d'animation et prises de vue réelles.

### Bandes dessinées
Tom et Jerry ont été adaptés dès 1942 dans le comic book Our Gang Comics par le dessinateur Fred Abranz et le scénariste Lynn Karp. De 1948 à 1982, Dell Comics puis Western Publishing publient 344 numéros d'un comic book dédié à la série ; de nouvelles histoires continuent ensuite à être produites. Un comic strip est également produit de 1950 à 1952 par Fred Quimby, et de 1989 à 1994 par Kelley Jarvis.
De nombreuses histoires inédites de Tom et Jerry ont par ailleurs été produites hors des États-Unis, notamment en France et en Italie.

### Jeux vidéo
En 2011, la série recense un total de vingt jeux vidéo commercialisés.

## Toponymie
En Belgique, une voie de Bruxelles, dans la commune de Jette, est nommée clos Tom & Jerry.